# Tachty
Tachty (in ungherese: Tajti) è un comune della Slovacchia facente parte del distretto di Rimavská Sobota, nella regione di Banská Bystrica.